# Intelsat
Intelsat, właściwie: Intelsat Ltd. – największy na świecie komercyjny dostawca usług telekomunikacyjnych i operator satelitarny.

## Historia
INTELSAT (ang. International Telecommunication Satellite consortium) powstał 20 sierpnia 1964 jako konsorcjum międzynarodowe 11 krajów, w oparciu o amerykańskie towarzystwo COMSAT realizujące łączność satelitarną na skalę światową. W 1968 należały do niego 62 państwa. W tym okresie działalności udział członków był proporcjonalny do stopnia użytkowania usług świadczonych przez Intelsat. Głównym źródłem zysków organizacji były opłaty za usługi i udostępnianie satelitów. Po odjęciu kosztów były zwracane udziałowcom, zależnie od ilości udziałów. Satelity i usługi były dostępne zarówno dla członków Intelsatu, jak i dla organizacji i państw zewnętrznych (w takich samych cenach jak dla członków). Pierwszy satelita konsorcjum Intelsat został wyniesiony 6 kwietnia 1965 – Intelsat 1 (Early Bird). W 1973 zmieniono nazwę, a liczba członków wzrosła do 80. Od 1982 łączność w ramach Intelsatu zapewniało w Polsce Centrum Łączności Satelitarnej w Psarach koło Kielc.
18 lipca 2001 przekształcił się w przedsiębiorstwo prywatne. Miał wtedy ponad 100 członków i dostarczał usługi do ponad 600 stacji naziemnych w 149 krajach. Jego udziały zostały rozsprzedane w styczniu 2005, za sumę 3,1 miliarda USD, czterem prywatnym przedsiębiorstwom: Madison Dearborn Partners, Apax Partners, Permira i Apollo Management. Po wykupieniu innego operatora satelitarnego, PanAmSat, 3 lipca 2006, Intelsat stał się największym na świecie dostarczycielem usług satelitarnych z siecią 51 satelitów.
Do grudnia 2010 roku główna siedziba przedsiębiorstwa mieściła się na Bermudach, potem została przeniesiona do Luksemburga. Większość kadry i obsługi satelitów – biuro administracyjne – ulokowane jest w biurach Intelsat Global Services Corporation w Waszyngtonie. Większość dochodów przedsiębiorstwa pochodzi od klientów spoza USA.

## Satelity

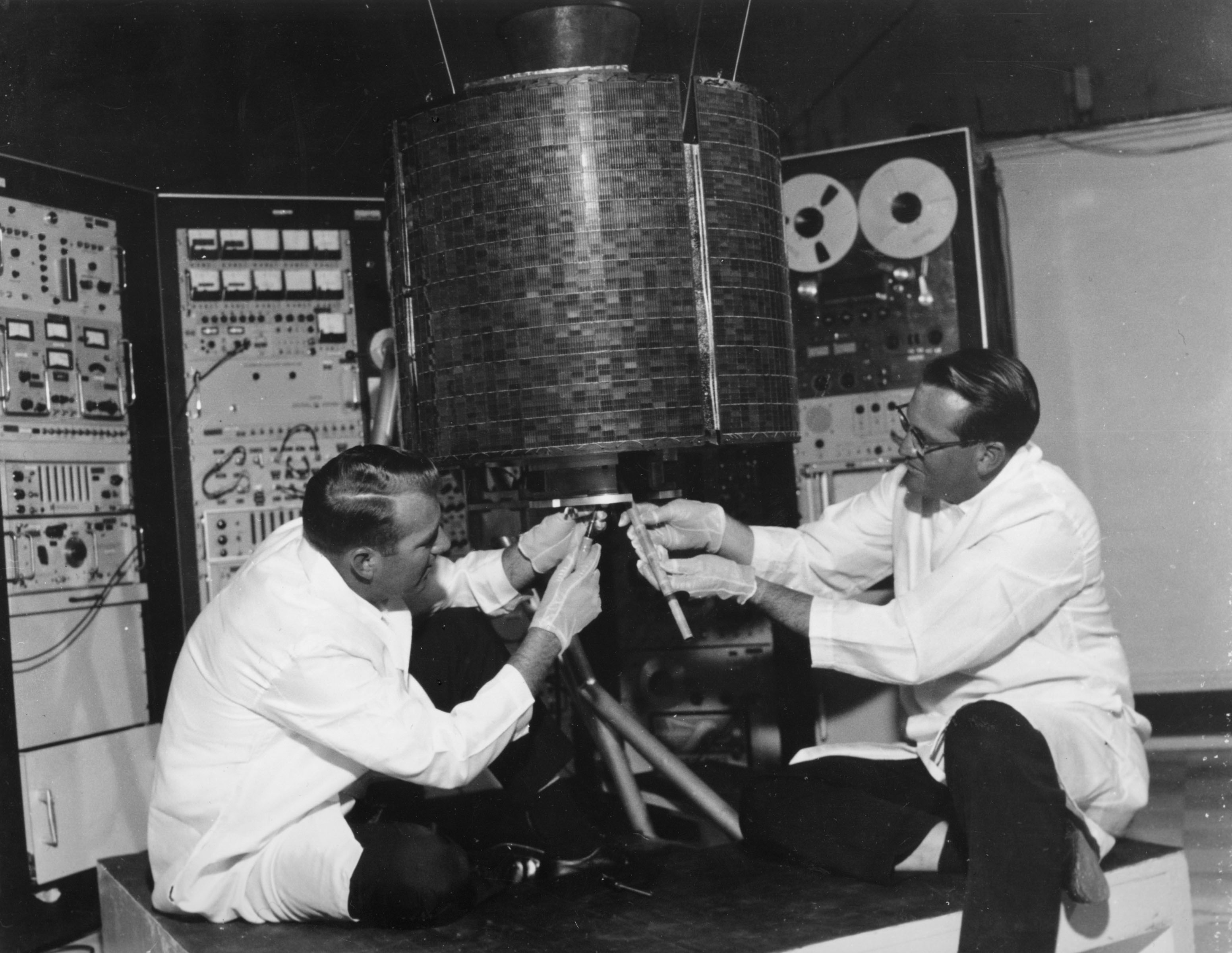
Jeden z pierwszych satelitów przedsiębiorstwa Intelsat – INTELSAT I Early Bird

Do tej pory wysłano kilka generacji satelitów Intelsat. Największym ich dostawcą dla Intelsat jest Space Systems/Loral. Wybudował prawie połowę floty Intelsatu – 31 statków (dane na rok 2003).
Nadzór i kontrolę nad satelitami sprawują stacje naziemne Clarksburg, Hagerstown, Riverside (wszystkie trzy w USA), i Fuchsstadt w Niemczech.
1 lutego 2007 w ramach integracji z przejętym PanAmSat, zmieniono nazwy 16 satelitów. Te o nazwach Intelsat Americas (IA) zostały przemianowane na Galaxy, a PanAmSat (PAS), na Intelsat (IS).
W 1969 kłopoty jednego z satelitów Intelsatu obejmującego swym zasięgiem Atlantyk zagroziły powodzeniu misji Apollo 11. Zastępczy satelita wszedł na złą orbitę i nie byłby gotowy na czas misji. NASA musiała rozważyć użycie podwodnego kabla na użytek misji Apollo. Na szczęście podczas spaceru na Księżycu w ramach misji Apollo 11, Srebrny Glob znajdował się nad Pacyfikiem, więc łączność była utrzymywana przez innego satelitę, INTELSAT III